# 法馬古斯塔灣
法馬古斯塔灣（希臘語：Κόλπος της AKμμοχώστου）是由卡爾帕斯半島和普羅塔拉斯形成的最東端的水域。它以幾乎位於海灣正中央的法馬古斯塔市（又称阿莫霍斯托斯）命名。古城邦薩拉米斯也位於法馬古斯塔北部的海灣上。它以塞浦路斯最好的沙灘而聞名，綿延數英里。